# 강신조 (배우)
강신조(1965년 7월 11일 ~ )는 대한민국의 배우이다.

## 학력
- 경성대학교 연극영화과

## 출연작

### 영화
- 2004년 《홍반장》 - 진 경장 역
- 2014년 《설계》 - 은행부장 역

### 드라마
- 1993년 KBS 대하드라마 《먼동》
- 1994년 KBS 월화드라마 《한명회》 - 휘하 역
- 1994년 KBS 주말연속극 《남자는 외로워》
- 1994년 KBS 수목드라마 《사라비아 공화국》
- 1994년 KBS 주말연속극 《딸부잣집》
- 1995년 KBS 대하드라마 《찬란한 여명》 - 대원군(이하응)의 아버지 남연군의 묘를 도굴하는 도굴꾼 역, 미국 공사관 통역관 청나라 사람 역, 이준용 역
- 1996년 KBS 청소년드라마 《신세대 보고 - 어른들은 몰라요: 친구이야기》 - 손정수 역
- 1996년 KBS 대하드라마 《용의 눈물》 - 공양왕의 사위 우성범 역, 이방원의 부장 역, 이숙번의 집사 역
- 1997년 KBS 월화드라마 《봄날은 간다》
- 1997년 KBS 아침드라마 《여자는 어디에 머무는가》
- 1998년 KBS 주말연속극 《야망의 전설》 - 경찰순경 역
- 1998년 KBS 대하드라마 《왕과 비》 - 내관 역, 수양대군 집앞에서 소란을 피운 백성 역
- 1999년 KBS 청소년드라마 《학교 2》
- 2000년 KBS 대하드라마 《태조 왕건》 - 그외 다역, 157회 신라 서라벌(포석정) 궁궐 군관 부장역, 파달의 부장 역
- 2001년~2008년 KBS2 《부부클리닉 사랑과 전쟁》
- 2002년 KBS 대하드라마 《제국의 아침》 - 부역군 반란군 대장 역
- 2003년 SBS 대하드라마 《야인시대》 - 대한신문 오 기자

역, 국회오물투척사건 담당 검사 역
- 2004년 KBS2 수목드라마 《풀하우스》 - 리포터 역
- 2006년 KBS 대하드라마 《대조영》 - 이문 의 수하 우면 역
- 2007년 MBC 일일시트콤 《거침없이 하이킥!》 - 해미의 첫사랑 이영철 역
- 2007년 SBS 월화드라마 《강남엄마 따라잡기》 - 성호아빠 역
- 2009년 KBS 대하드라마 《천추태후》 - 조두 역
- 2010년 KBS 주말 특별기획 드라마 《전우》 - 국군 장교 역
- 2010년 KBS 수목드라마 《프레지던트》 - 황철우 역
- 2011년 KBS 대하드라마 《광개토대왕》 - 갈사무 역
- 2012년 MBC 월화드라마 《마의》 - 의금부도사 역
- 2014년 KBS1 대하드라마 《정도전》 - 강 내관 역
- 2015년 KBS1 대하드라마 《징비록》 - 이시다 미쓰나리(석전삼성) 역
- 2020년 KBS1 일일연속극 《기막힌 유산》 - 부백두 역
- 2022년 KBS1 대하드라마 《태종 이방원》 - 박 내관 역
- 2023년 JTBC 토일드라마 《힘쎈여자 강남순》
- 2023년 KBS2 주말드라마 《효심이네 각자도생》 - 양전민 역